# Todesopfer des Nationalsozialismus, die am Bauhaus tätig waren
Die Liste Todesopfer des Nationalsozialismus, die am Bauhaus tätig waren zählt alle Personen auf, die nach aktuellem Forschungsstand im Nationalsozialismus verfolgt, umgekommen und ermordet wurden und zuvor am Bauhaus studiert oder gelehrt haben.
Insgesamt studierten rund 1250 Personen am Bauhaus. Mindestens 569 von ihnen blieben nach 1933 in Deutschland. Mindestens 188 traten in die NSDAP ein. 134 waren nach 1933 gesichert dazu gezwungen, Deutschland zu verlassen, sie wurden politisch oder wegen ihrer ethnischen Zugehörigkeit verfolgt und vom Tode bedroht. Von 363 Personen ist das Schicksal nach 1933 bislang nicht bekannt.
| Foto | Name                                 | Geburtsjahr | Geburtsort            | Todesjahr | Todesort                         | Anmerkung                       |
| ---- | ------------------------------------ | ----------- | --------------------- | --------- | -------------------------------- | ------------------------------- |
|      | Zsuzsanna Bánki                      | 1912        | Győr                  | 1944      | KZ Auschwitz                     |                                 |
|      | Otti Berger                          | 1898        | Zmajavac/Vörosmart    | 1944      | KZ Auschwitz                     |                                 |
|      | Otto Breuer                          | 1897        | Wien                  | 1938      | Purkersdorf/Rekawinkel bei Wien  | Suizid in der Reichspogromnacht |
|      | Eva Busse                            | 1909        | Berlin-Charlottenburg | 1942      | KZ Auschwitz                     |                                 |
|      | Georg Calmann                        | 1895        | Hamburg               | 1942      | KZ Dachau                        | Kurzbiografie                   |
|      | Friedl Dicker-Brandeis               | 1898        | Wien                  | 1944      | KZ Auschwitz                     |                                 |
|      | Else Fretzdorff                      | 1877        | Zohlow (Sułów)        | 1940      | Tötungsanstalt Pirna-Sonnenstein | Ermordet im Zuge der Aktion T4  |
|      | Alice Glaser (geb. Wertheimer)       | 1893        | Chemnitz              | 1941/42   | Ghetto Minsk                     | Kurzbiografie                   |
|      | Paul Guermonprez                     | 1908        | Gent                  | 1944      | Bei Overveen                     | Erschossen in den Dünen         |
|      | Albrecht Heubner                     | 1908        | Wernigerode           | 1945      | Bei Lübeck                       | Auf der Cap Arcona              |
|      | Willi Jungmittag                     | 1908        | Leipzig-Stötteritz    | 1944      | Zuchthaus Brandenburg-Görden     | Hingerichtet                    |
|      | Josef Knau                           | 1897        | Mainz                 | 1945      | Bei Lübeck                       | Auf der Thielbek                |
|      | Sofie Korner                         | 1879        | Wien                  | 1942      | Ghetto Izbica                    |                                 |
|      | Ljuba Monastirskaja                  | 1906        | Riga                  | 1941      | Ghetto Riga – Wälder von Rumbula |                                 |
|      | Tonja Rapoport                       | 1908        | Riga                  | 1941      | Ghetto Riga – Wälder von Rumbula |                                 |
|      | Else Rawitzer                        | 1908        | Berlin-Charlottenburg | 1942      | KZ Auschwitz                     |                                 |
|      | Charlotte Rothschild (verh. Mentzel) | 1909        | Frankfurt am Main     | 1944      | KZ Auschwitz                     | siehe Albert Flocon             |
|      | Senta Cilly Schlesinger              | 1898        | Dresden               | 1943      | KZ Auschwitz                     |                                 |
|      | Hedwig Slutzky-Arnheim               | 1894        | Hamburg               | 1943      | KZ Auschwitz                     |                                 |
|      | Heinz Tichauer                       | 1911        | Kattowitz (Katowice)  | 1941      | KZ Mauthausen                    |                                 |
|      | Lola Töpke (geb. Simon)              | 1891        | Staßfurt-Leopoldshall | 1945      | KZ Stutthof                      | Kurzbiografie                   |
|      | Helene von Heyden                    | 1893        | Karlsruhe             | 1940      | Tötungsanstalt Grafeneck         | Ermordet im Zuge der Aktion T4  |
|      | Marie-Luise Wedel                    | 1910        | Krefeld               | 1942      | Ghetto Izbica                    |                                 |
|      | Wolf Weinfeld                        | 1909        | Warschau              | 1941      | Warschauer Ghetto                |                                 |